# Distrito electoral de Olive Branch (Illinois)
Olive Branch (en inglés: Olive Branch Precinct) es un distrito electoral ubicado en el condado de Alexander en el estado estadounidense de Illinois. En el Censo de 2010 tenía una población de 879 habitantes y una densidad poblacional de 15,21 personas por km².

## Geografía
Olive Branch se encuentra ubicado en las coordenadas 37°9′32″N 89°21′41″O / 37.15889, -89.36139. Según la Oficina del Censo de los Estados Unidos, Olive Branch tiene una superficie total de 57.78 km², de la cual 48.93 km² corresponden a tierra firme y (15.3%) 8.84 km² es agua.

## Demografía
Según el censo de 2010, había 879 personas residiendo en Olive Branch. La densidad de población era de 15,21 hab./km². De los 879 habitantes, Olive Branch estaba compuesto por el 95.68% blancos, el 2.62% eran afroamericanos, el 0.23% eran amerindios, el 0% eran asiáticos, el 0% eran isleños del Pacífico, el 0.34% eran de otras razas y el 1.14% pertenecían a dos o más razas. Del total de la población el 1.02% eran hispanos o latinos de cualquier raza.